# Tipi di acciaio inox

## Acciaio 100Cr6
Il 100Cr6 è attualmente l'acciaio standard per le sfere dei cuscinetti a rotolamento, essendo utilizzato in oltre il 90% dei casi, grazie alle sue proprietà:
- elevatissima resistenza all'usura adesiva, grazie anche alla lubrificazione;
- resistenza all'usura abrasiva, data dalle basse inclusioni non metalliche e dall'uniformità nella distribuzione dei duri carburi, che macinano le eventuali inclusioni;
- resistenza a fatica grazie all'omogeneità della struttura: l'acciaio è temprabile fino al cuore grazie alla presenza del cromo.

È un acciaio martensitico. Dato che la produzione avviene per stampaggio a caldo e in seguito con lavorazioni alle macchine utensili, occorre che all'acciaio sia conferita plasticità attraverso una ricottura di globulizzazione.

Questo acciaio è anche denominato AISI52100 nella normativa anglosassone.
È un acciaio decisamente ipereutettoidico: l'1,5% di cromo sposta la curva di confine eutectoide verso sinistra; contenendo l'1% di carbonio, dovrebbe in effetti se no essere solo leggermente ipereutettoidico. Questa caratteristica è da tenere presente nella scelta della temperatura di tempra: non conviene superare Acm (il cromo ingrossa la grana e l'austenite rimane stabilizzata), mentre si sceglie di rimanere nel campo γ + carburi (quindi 770-780 °C). Così a fine tempra, che di solito è in olio, rimangono i carburi di cromo, all'interno della martensite, che rendono necessaria una temperatura di rinvenimento di almeno 220 °C.
Per cuscinetti di dimensioni più grandi + necessario l'1% di cromo e l'1% di manganese, arrivando quindi al 100CrMn4.
Durante il funzionamento è importante porre attenzione alla temperatura del cuscinetto: se dovesse alzarsi oltre quella di progetto, sarebbe come continuare il trattamento di rinvenimento, con conseguente diminuzione della durezza e inevitabile grippaggio. I cuscinetti gravati da carichi particolari sono quindi rinvenuti a temperature maggiori e sovradimensionati per rimediare al calo di durezza.

## Acciaio 100CrMn4
Il 100CrMn4 è un acciaio contenente 1% di cromo e 1% di manganese ed è utilizzato nei cuscinetti a rotolamento di dimensioni più grandi (in quelli normali, oltre il 90%, si usa invece il 100Cr6), grazie alle sue proprietà:
- resistenza all'usura abrasiva, data dalle basse inclusioni non metalliche e dall'uniformità nella distribuzione dei duri carburi, che macinano le eventuali inclusioni;
- resistenza alla fatica grazie all'omogeneità della struttura: l'acciaio è temprabile fino al cuore grazie alla presenza del cromo.

Contenendo l'1% di carbonio, dovrebbe essere solo leggermente ipereutettoidico, mentre lo è in maniera decisa in quanto l'1,5% di cromo sposta l'eutettoide verso sinistra. Questa caratteristica è da tenere presente nella scelta della temperatura di tempra: non conviene superare Acm e questo porta a lasciare una certa quantità di carburi in soluzione. Anche alla fine della tempra rimangono i carburi di cromo, all'interno della martensite, i quali implicano quindi la necessità di una temperatura di rinvenimento di almeno 220 °C.